# Zboj
Zboj és un poble i municipi d'Eslovàquia. Es troba a la regió de Prešov, al nord del país.

## Història
La primera referència escrita de la vila data del 1567.

## Demografia
| Godina             | 1994 | 2004    | 2014    | 2024    |
| ------------------ | ---- | ------- | ------- | ------- |
| Nombre de persones | 584  | 451     | 349     | 257     |
| Diferència         |      | −22,77% | −22,61% | −26,36% |

| Godina             | 2023 | 2024   |
| ------------------ | ---- | ------ |
| Nombre de persones | 261  | 257    |
| Diferència         |      | −1,53% |